# Stazione di Teverola
La stazione di Teverola era una stazione ferroviaria posta sulla linea Alifana bassa. Serviva il centro abitato di Teverola.

## Storia
La stazione, in origine denominata «Fertilia-Teverola» e situata lungo la strada statale 7 Via Appia, venne attivata il 30 marzo 1913 insieme alla tratta ferroviaria da Napoli a Capua (Alifana bassa).
Nel secondo dopoguerra, a causa della crescente urbanizzazione dell’hinterland napoletano il servizio ferroviario non risultava più adeguato alle esigenze; pertanto il 20 febbraio 1976 l’esercizio venne sospeso, in previsione della costruzione di una nuova linea metropolitana corrente più ad est.

## Strutture e impianti
Il fabbricato viaggiatori a due piani dopo la chiusura della linea è stato utilizzato prima come abitazione privata e poi, nel 2009, chiuso e murato.